# Alsek River
Der Alsek River ist ein nordamerikanischer Wildfluss, der vom kanadischen Yukon über British Columbia nach Alaska fließt. Er gilt, seiner landschaftlichen Vielfalt wegen, als einer der spektakulärsten Flüsse Nordamerikas, aber mit dem Turnback Canyon, seiner Schlüsselstelle, auch als einer der gefährlichsten.

## Geschichte
Die Besiedelung des Alsek erfolgte durch Tlingit, war aber auf den Unterlauf des Flusses beschränkt. Aus ihrer Sprache stammt auch sein Name, Alseck, was so viel wie „Platz zum Rasten“ bedeutet. Sein Tal bot wenig Anreiz als Lebensraum, war aber, weiter durch das Tatshenshini-Tal, eine historische Handelsroute vom Golf von Alaska ins Landesinnere, in das Yukon-Tal. Der Mittellauf wurde auch von den Ureinwohnern gemieden.
Im Jahre 1725 ergoss sich eine Flutwelle durch das Alsektal, nachdem der Lowell-Gletscher den Fluss gestaut hatte und die Eisbarriere plötzlich brach. Die weggespülten Siedlungen wurden in den darauffolgenden Jahrzehnten wieder aufgebaut, doch das Drama wiederholte sich in noch viel größerem Ausmaß.
Über Jahre hinweg entstand ein hunderte Quadratkilometer großer und achtzig Meter tiefer See. Bis über Haines Junction hinaus stand alles unter Wasser. Als der Gletscher dem Wasserdruck nicht mehr standhielt, ereignete sich 1850 die Naturkatastrophe. Eine monströse Wasserwand, durchsetzt mit Eis und Geröll, schoss talwärts und riss alles mit sich hinweg, 200 km weit in den Pazifik. Nur die überlieferten Stammesgeschichten der Tlingit erzählen noch von den Siedlungen und Menschen, die durch die Flutwelle vernichtet wurden. Die Spuren des Stausees sind am Oberlauf allgegenwärtig. Hoch an den Berghängen nördlich des Lowell-Gletschers zeigen sich heute die Auswaschungen, die durch den Wellenschlag des damaligen Sees entstanden sind. Seine Sedimentablagerungen bläst der Wind noch heute durch das breite Tal und verfrachtet sie zu riesigen Sanddünen.
Erst in den 1970er-Jahren entstand im Mündungsgebiet an der Dry Bay wieder eine kleine Sommer-Siedlung für den Lachsfang. Mit der Zunahme des Rafting-Tourismus in den 1990ern wurde eine Ranger-Station errichtet und, da die einzige Möglichkeit den Alsek wieder zu verlassen das Flugzeug ist, eine Gras-Piste ausgebaut.

## Geographie
Der Alsek River entsteht durch den Zusammenfluss von Dezadeash River und Kaskawulsh River zirka 30 Kilometer südwestlich von Haines Junction. Er durchfließt die Eliaskette, die einen Teil der nordamerikanischen Küstengebirge bildet, und mündet nach 265 Kilometern in die Dry Bay, einer Bucht im Golf von Alaska.
Sein Lauf lässt sich in drei gegensätzliche Abschnitte einteilen. Der Oberlauf mäandert mit unzähligen Armen in einem breiten Tal mit Schotterbänken, Sanddünen und arktischer Vegetation. Bei Flusskilometer 49 staut der Lowell-Gletscher den Fluss. Unterhalb beginnt der Mittellauf. Das Tal wird karg und eng, das Wasser schneller, die Berge steiler und höher. Kurz nachdem der Tweedsmuir-Gletscher in den Alsek River kalbt, beginnt der Turnback Canyon. Eine zwölf Kilometer lange Schlucht, so reißend, dass sie sogar dem Königslachs den Aufstieg versperrt. Am Beginn des Unterlaufs, bei Flusskilometer 186, mündet der Tatshenshini. Die Berge treten zurück, Tal und Fluss weiten sich. Der Alsek ist jetzt ein behäbiger Strom, durchquert den Alsek Lake, nimmt nochmals Eisberg-Fracht auf, und strebt zwischen dunkelgrünen Wäldern dem Pazifik zu.
Durch die Klimaerwärmung entstand 2016 beim Kaskawulsh-Gletscher ein Canyon, der das Wasser, das sonst in den Slims River floss, in den Alsek River umleitete. Seitdem führt der Fluss ein Vielfaches mehr an Wasser.

## Umwelt

### Naturschutz
Nordamerikas einziger Fluss, der auf seiner gesamten Länge in einem Naturschutzgebiet verläuft, ist der Alsek River. Auf dem Gebiet des Yukon-Territoriums ist er im Kluane-Nationalpark seit Februar 1986 Bestandteil des Canadian Heritage Rivers System. In British Columbia fließt er durch das Tatshenshini-Alsek-Naturreservat und in Alaska (USA) durch den Glacier Bay Nationalpark. Alle drei Parks, gemeinsam mit dem Wrangell-St.-Elias-Nationalpark, ergeben ein 9 Millionen Hektar großes Naturschutzgebiet, das zur Hälfte von Eis bedeckt ist und damit die größte Gletscherfläche außerhalb der Pole ergibt. Seit 1994 steht diese internationale Nationalparkgemeinschaft auf der Liste der UNESCO Welt-Naturerbestätten.
Dem Versuch der Minenindustrie, am Windy Craggy Mountain vermutete Kupfervorkommen abzubauen, stellte sich die kanadische Bevölkerung entschlossen entgegen.

### Fauna
Bären sind die heimlichen Herrscher am Alsek. Hier lebt die größte Grizzly-Population (Ursus arctos horribilis) der Erde mit etwa 600 Tieren. Der Elch (Alces alces) bevorzugt den Oberlauf des Flusses, wo wasserreiche Tundra die Landschaft prägt. Die Schneeziege, auch Alaska-Bergziege (Oreamnos americanus), bevölkert den Goatheard Mountain und die Berge östlich des Lowell Lake in großen Herden. Zur Zeit der Lachswanderungen jagen Weißkopfseeadler (Haliaeetus leucocephalus) entlang des Unterlaufs und nisten zu hunderten an den bewaldeten Ufern zwischen Alsek Lake und Dry Bay. Die letzten Kilometer des Flusses, ab der letzten Stromschnelle, bevölkern Seehunde (Phoca vitulina).

### Flora
Die Pflanzendecke im subalpinen Bereich, wo durch das kalte Klima kein Waldwuchs möglich ist, stellt sich als Heidelandschaft dar. Am Uferstreifen wachsen Zwergweide (Salix serpyllifolia) und Zwergbirke (Betula nana). Am Alsek Pass ist eines von nur zwei Vorkommen des Sibirischen Wollgrases (Eriophorum callitrix) in Amerika. Vom Alsek Lake bis zur Mündung in den Pazifik ist der Fluss gesäumt vom Küstenwald mit Kanadische Hemlocktanne (Tsuga canadensis) und Sitka-Fichte (Picea sitchensis), die sich aufgrund ihrer Meersalztoleranz auch direkt am Meer findet.

## Wildwasser
Entlang des Alsek River findet sich kein Asphalt und kein Beton. Daher ist der Fluss, abgesehen von den ersten Kilometern, die zu Fuß zu erreichen sind, nur mit dem Boot zu erleben. In Frage kommen Raft oder Kajak. Der Schwierigkeitsgrad beträgt über weite Strecken WW II, einige Schwallstrecken mit WW III+, die niedrige Wassertemperatur darf aber nicht unterschätzt werden. Kajakfahrer müssen daher geübt sein, geführte Raftingtouren sind auch für Ungeübte möglich.
Eine Befahrung des 12 Kilometer langen Turnback Canyon ist lebensgefährlich. Sie darf nur von erfahrenen Spezialisten, bei optimalen Verhältnissen und nach sorgfältigem Studium in Erwägung gezogen werden. Die Ranger des Kluane Parks warnen ausdrücklich davor, denn es passieren immer wieder tödliche Unfälle. Die Schlucht kann – mühsam – umtragen werden, oder es wird vor dem Start ein Hubschrauber-Transfer vereinbart.
Die Anzahl der jährlichen Befahrungen ist streng limitiert, ein großer Teil davon ist an kommerzielle Raftingunternehmen vergeben. Es existiert eine Warteliste. Pro Person und Nacht ist derzeit eine Backcountry Permit Fee von $ 9,80 fällig. Über weitere Vorschriften (bärensichere Lebensmittelbehälter, Feuerschalen etc.) beraten die Ranger des Kluane Parks.

### Befahrungsgeschichte
Die Erstbefahrung gelang im Jahre 1971 Walt Blackadar im Alleingang. Er sagte danach: „… I’ll never go back, not for $50,000, not for all tea in China“ (Ich würde das nie wiederholen, nicht für 50.000 Dollar, nicht für allen Tee Chinas).
Bereits der nächste Versuch einer französischen Expedition endete im Turnback Canyon tödlich. Die Überlebenden mussten per Helikopter abgeborgen werden.
Die zweite Befahrung erfolgte 1981 durch die deutsche Paddlerlegende Hans Memminger mit Mike Hierl und Claus Streckmann. Über ihre 25-tägige Expedition drehten sie den Film River of Grizzlys and Glaciers.
Im Jahre 1983 erfolgte die dritte und zugleich erste Befahrung des Turnback Canyon mit einem Raft durch die Österreicher Uschi Breithofer, Wolfgang und Michael Ott. Sie drehten den preisgekrönten Film Weißes Wasser, blaues Eis.